# Pseudapis nubica
Pseudapis nubica är en biart som först beskrevs av Warncke 1976.  Pseudapis nubica ingår i släktet Pseudapis och familjen vägbin. Inga underarter finns listade i Catalogue of Life.